# Barutu

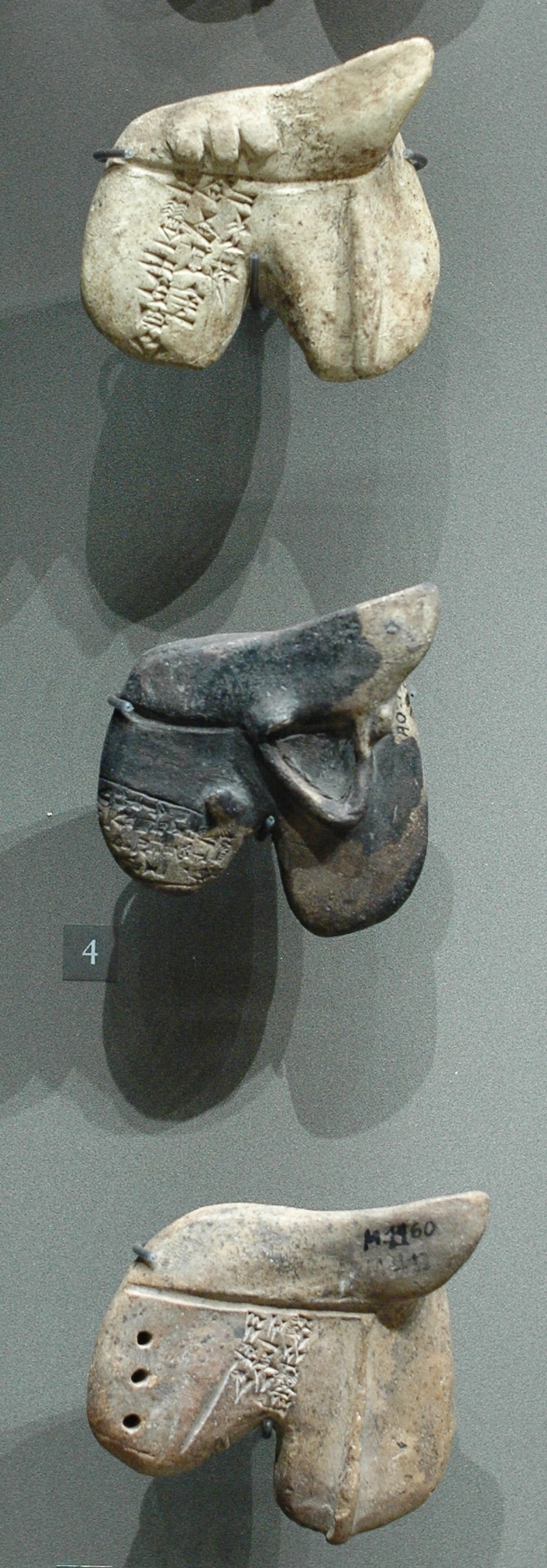
Fegati divinatori, modelli in argilla per l'addestramento degli aruspici (Museo del Louvre).

Il Bārûtu, l'arte dell'aruspice, è un monumentale compendio mesopotamico della scienza della ieromanzia che si estende su un centinaio di tavolette cuneiformi e che fu assemblato nel periodo neo-assiro o neo-babilonese sulla base di testi precedenti.  Alla corte assira, il termine "bārûtu" si estese fino a indicare tutto quanto appartiene all'esecuzione dell'arte divinatoria: i tipi di preghiere, i rituali sacrificali, gli organi degli animali sacrificati  L'ikribu era il nome dato a raccolte di incantesimi recitati per accompagnare l'esame delle viscere. Il bārûtu ha profonde radici nella storia antico-babilonese; a Mari erano già presenti modelli di fegato nei quali la disposizione delle viscere era ampiament fissata.
Il compito del bārû, o aruspice, era riassunto come lipit qāti hiniq immeri naqē niqē nēpešti bārûti, "il 'tocco della mano', la restrizione? delle pecore, l'offerta del sacrificio, l'esecuzione dell'estirpazione". Ciò richiedeva un elaborato rituale di purificazione, che prevedeva lavare delle mani e della bocca indossare abiti freschi, porre tamerice e cedro nelle orecchie, l'untura e la fumigazione con zolfo; tutte misure per evitare l'esito dell'apodosis lā ellu niqâ ilput, "una persona impura ha toccato il sacrificio". L'ispezionae delle interiora veniva effettuata in senso antiorario, iniziando dal fegato, i polmoni, poi lo sterno, le vertebre, le costole, il colon e infine il cuore.

## Il testo
L'opera è particolarmente difficile da interpretare a causa dell'ampio uso di grafemi, ma si stima che elencasse 8000 presagi Questi erano il risultato di un millennio e mezzo di osservazioni di eventi politici, sociali e privati e dei segni divinatori che li accompagnavano, seppur privi del loro contesto cronologico. Occasionalmente viene fatta un'attribuzione a un re, ma generalmente è arcaica:
- "Presagio di Šarru-kīn, le cui truppe furono bloccate da un temporale e si scambiarono le armi tra di loro". (padānu tavoletta 4)[6]
- "Presagio del re Tiriqqan, che in mezzo al suo esercito prese il volo" (tavoletta pān tākalti 6)[7]
- "Presagio del re Rimuš, che i suoi cortigiani uccisero con i loro sigilli" (tavoletta pān tākalti 13)[8]

Alcuni dei segni sono identificati come pitruštu ("ambiguo") o nipḫu ("inaffidabile"), mentre altri fanno eco a preoccupazioni moderne, come la frase šatammu ekalla imallalu, "i contabili saccheggeranno il palazzo!" Alcuni predicono il tempo: enūma lullik šamū ikallâni, "ogni volta che voglio uscire la pioggia mi fermerà". Alcuni presagi danno previsioni abbastanza specifiche, come ad esempio edû rākib imēru irruba, "un personaggio famoso arriverà cavalcando un asino", mentre altri rimangono vaghi: ina ūmi rūqi rigmu, "previsione a lungo termine: lamento". Alcuni predicono malattie di tipo li'ibu, masla'tu o qūqānu: "Se la parola piacevole è divisa sopra e sotto: i denti dell'uomo si staccheranno". La maggior parte dei presagi, tuttavia, riguarda affari militari e dei reali.

### Le parti delbārûtu
Il barūtû è suddiviso in dieci "capitoli" (riassunti nella tabella sottostante), ognuno dei quali tratta un diverso aspetto della divinazione delle viscere, anche se è l'esame dell'ṭuppu ša ilī, la "tavola degli dei", o il fegato (amūtu) che occupano il posto principale. Le versioni babilonese e accadica variano leggermente nella disposizione a causa della predilezione babilonese per le tavolette da sessanta righe.
| Cuneiforme        | Accadico          | Titolo                                     | Soggetto | Numero di tavolette |
| ----------------- | ----------------- | ------------------------------------------ | --- | ------------------- |
| BE GIŠ.DAL        | šumma išru        | Il "nodello" dei cavalli (kursinnu) ?      | - KIŠIB.MEŠ (kunukkū), il "sigillo" = vertebre - KAK.TI (sikkat ṣēli) la gabbia toracica, najabtu, le costole - GAG.(=KAK.)ZAG.GA (kaskāsu), lo sterno | 4                   |
| BE ŠÀ.NIGIN       | šumma tirānu      | Gli "intestini"                            | Parti dell'ovino diverse dal fegato e dai polmoni, comprese le spire o convoluzioni del colon dell'animale sacrificale e i suoi reni (BIR, kalītu) | 8                   |
| BE NA             | šumma manzāzu     | La "presenza" o "stazione"                 | L'esame del fegato iniziza con il solco o il segno reticolare sul lobo sinistro, noto come IGI.BAR o KI.GUB (naplastum) nel periodo antico babilonese | 6                   |
| BE GÍR            | šumma padānu      | Il "cammino"                               | Un altro solco sul lobo sinistro del fegato, l'impronta abomasale sul lobo ventrale perpendicolare alla "stazione". | 6                   |
| BE IGI.TÙN        | šumma pān tākalti | La "parte anteriore della borsa"           | Una serie di elementi poco chiari del facies visceralis in dodici sottosezioni: - NÍG.TAB (maṣraḫ naṣrapti), la "vasca della tintura" o "crogiolo" - KA.DÙG.GA (pû ṭābu), la "parola piacevole", un altro solco del lobus sinister - KALAG (danānu), "forza" (ligamentum teres hepatis) - ME.NI/KÁ.É.GAL (bāb ekalli), "porta del palazzo" (fissura ombelicale o incisura ligamenti teretis) - SILIM (šulmu), "stare bene" (lobus quadratus) - GÍR 15 ZÉ (padān imitti marti), "cammino a destra della cistifellea", un solco nel lobus quadratus - GÍR 150 ZÉ (padān šumēl marti), "cammino a sinistra della cistifellea", un solco nel lobus quadratus - ŠUB-AŠ.TE/ŠUB-(GIŠ)GU.ZA (nīddi kussî), "base del trono" (impressio renalis?) - NE MU (significato incerto), TÙR (tarbaṣ), "ovile" e kiṣirti, le "creste", (omentum minus) - MÁŠ (ṣibtu), "aumento" (processus papillaris) - DU8 2, 30, la "fissura sinistra", ZI 150 (tīb šumēlim) il "rialzo sinistro" e tīb šāri "rialzo del vento" - Ni-ri (nīru), "giogo" (impressio omasica) | 15                  |
| BE ZÉ             | šumma martu       | The "gall bladder"                         | Diviso fra "punta" (appu), "alto" (rēšu), "centro" (qablu), "basso" (išdu), "parte stretta" (qutnu), e maṣrahu o dotto cistico. | 10                  |
| BE ŠU.SI          | šumma ubānu       | Il "dito"                                  | La "testa del fegato", il caput iecoris sulla parte sinistra del fegato, la quale era suddivisa in tre regioni: - la "terra" (KUR), - l'"area mediana" (ṣēr bīrīti) - il "palazzo" (ekallu) | 11                  |
| BE GIŠ.TUKUL      | šumma kakku       | The "weapon" or "fortuitous markings"      | Un piccolo pezzo di tessuto epatico che sporge sotto forma di una mazza o di un piolo | 8+                  |
| BE ḪAR (=MUR)     | šumma ḫašu        | I "polmoni"                                | Include il "dito medio" (ubān hašî qablītu), o il lobo del polmone destro, e il "cappello" (kubšu), o lobo apicale dei polmoni | 15                  |
| BE mul-ta-bil-tum | šumma multābiltu  | "Analysis", i.e., the "one who interprets" | Tratta delle regole di associazione, dei segni ambigui, delle forme straordinarie e i presagi šumma amūtu per l'intero fegato | 17                  |

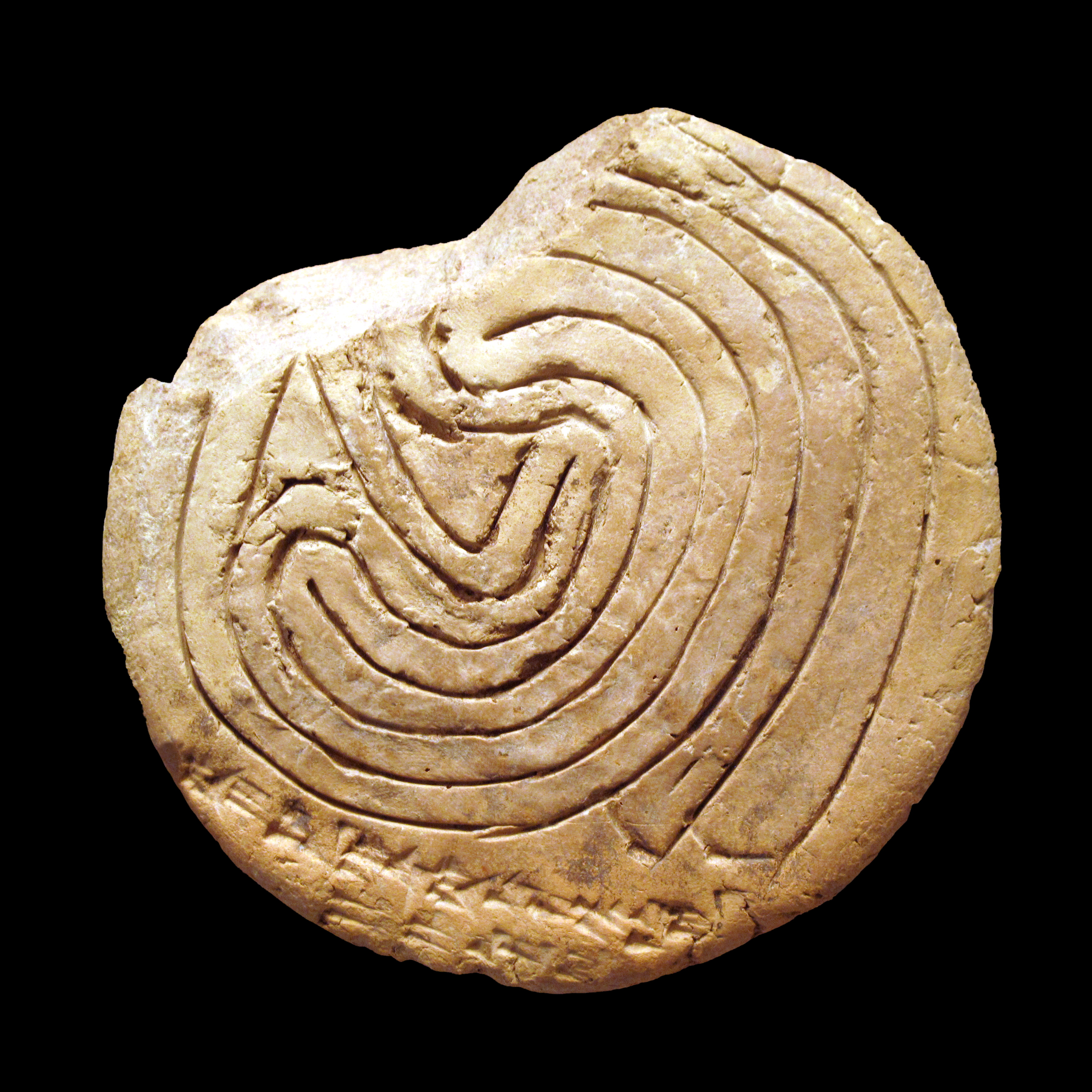
Tavoletta d'argilla raffigurante le viscere di una pecora. L'iscrizione recita: "Sinistra e destra si incontrano a destra, e qui finiscono" (Museo del Louvre).

Esistono dei commentari per ogni parte del testo, chiamati NÍG.PÀD.DA (mukallimtu); tipicamente riuniscono presagi con una protasi simile presi da ogni capitolo.  I testi niṣirti bārûti, "segreto dell'estosità", precedenti al capitolo multābiltu del bārûtu e successivamente sostituiti da esso, si sforzavano di chiarire il carattere esoterico dei presagi. Sono stati scritti estratti o compendi per rendere il manuale più facile da usare, come quello noto come KAR 423, e sono state queste versioni troncate dei presagi che sembrano essere state consultate durante l'effettivo processo di divinazione. Le tavolette dub ḫa.la riguardano il "calcolo del termine stipulato", ovvero il tempo e la durata del presagio. La šumma immeru registra osservazioni derivate da dibattiti accademici relativi al comportamento degli agnelli sacrificali prima e durante il rituale e c'erano anche "tavole di orientamento" sotto forma di modelli di viscere e griglie interpretative per venire in aiuto all'addestramento dei bārû.

### I copisti
Il compendio sembra essere stato sotto una continua direzione editoriale, come testimoniato nella corrispondenza degli indovini anziani Marduk-šumu-uṣur e Naṣiru e Tabni, che collettivamente consigliarono al re Esarhaddon che
(Robson, pp. 618-619.)
Nel 647 a.C., almeno 135 tavole di bārûtu vennero espropriate da collezioni private, molte delle quali provenienti da Bīt Ibâ, oggetto di una rivolta babilonese. La manodopera degli scribi in cattività fu impiegata nella capitale assira per arricchire il repertorio locale di materiale acquisito da biblioteche più antiche, come quella di Nabû-zuqup-kēnu, che fu menzionato come copista di un commentario di manzāzu del 704 a.C., proveniente da Ninive.
Nabû-ušallim, figlio di Nabû-pašer, era un bārû il cui nome compare sul colophon di un mukallimtu, e un individuo con questo nome è noto tra gli autori di interrogazioni divinatorie, o tamītu, durante il periodo neo-assiro.
Nel tardo periodo ellenico, il testo si era fortemente consolidato, in quanto l'astrologia aveva soppiantato come metodo di divinazione preferenziale la ieromanzia. Si trovano esempi di questi testi nella tavoletta 6 di pān tākalti, copiata da Anu-aha-u šabši nel 180 a.C.,  la tavoletta 15 di pān tākalti e Uruk copiata da Itti-Marduk-balāṭu, figlio di Ša-našī-šu, dal tardo babilonese di Sippar.